# 1326
1326 (MCCCXXVI) a fost un an obișnuit al calendarului iulian, care a început într-o zi de vineri.

## Evenimente
- 13 ianuarie: Carol de Calabria, fiul lui Robert de Anjou, este ales senior al Florenței.
- 6 aprilie: Asediul Bursei. Profitând de războiul civil din Imperiul bizantin, Orhan I ocupă Bursa și o transformă în capitală a statului otoman.
- 3 iunie: Tratatul de la Novgorod. Pune capăt deceniilor de dispute de la frontiera dintre Norvegia și Novgorod (Rusia).
- 30 iulie: Carol de Calabria intră în Florența, instituind o dictatură.
- 30 august: Seniorul Castruccio Castracani de Lucca este excomunicat.
- 16 noiembrie: Regele Eduard al II-lea al Angliei este luat prizonier de către regina Isabela a Franței și de amantul acesteia, Roger Mortimer.

### Nedatate
- aprilie: Tratatul de la Corbeil. Se reînnoiesc prevederile din Auld Alliance (Vechea Alianță) dintre Franța și Scoția.
- octombrie: Ibn Battuta ajunge la Mecca.
- Arhiepiscopul de Köln intentează un proces împotriva lui Johann Eckhart, teolog dominican.
- Este menționată prima armă de foc în Europa, la Florența.
- Se desfășoară o mare răscoală țărănească în Flandra.

## Arte, Știință, Literatură și Filosofie
- Începe răspândirea neoconfucianismului în Japonia.

## Nașteri
- 5 martie: Ludovic I de Anjou, rege al Ungariei și Poloniei (d. 1382)
- 30 martie: Ivan al II-lea, mare duce de Moscova și de Vladimir (d. 1359)
- Imagawa Sadayo, poet și soldat japonez (d. 1420)
- Manuel Cantacuzino, despot de Moreea (d. 1380)
- Murad I, sultan otoman (d. 1389)
- Robert de Durazzo, nobil napolitan (d. 1356)

## Decese
- 28 februarie: Leopold I (n. Leopold Ignaz Joseph Balthasar Felician), duce de Austria (n. 1290)
- 26 martie: Alessandra Giliani,  anatomist (n. c. 1307)
- 1 august: Varcislav al IV-lea, duce de Pomerania (n. 1290)
- 17 octombrie: Walter Stapledon, episcop englez (n. 1261)
- 20 decembrie: Petru, mitropolit al Moscovei (n. ?)
- David, duce de Moravia (n. ?)
- Kebek, han mongol al ciagataizilor (n. ?)
- Mondino de Liuzzi, anatomist italian (n. 1275)
- Osman I, sultan otoman (n. 1258)

## Înscăunări
- 28 februarie: Albert I (cel Înțelept), duce de Austria și de Stiria

- Orhan I, sultan otoman (1326-1359).

- Valdemar al III-lea (cel Tânăr), rege al Danemarcei (1326-1330)